# Alojzy Fros
Alojzy Fros (ur. 5 grudnia 1916 w Rybniku, zm. 8 sierpnia 2018) – uczestnik kampanii wrześniowej, żołnierz Armii Krajowej, więzień obozów koncentracyjnych.

## Życiorys
W 1937 roku zdał maturę w rybnickim  Państwowym Gimnazjum. Odbył czynną służbę wojskową w 21 Dywizji Piechoty Górskiej, a następnie – po ukończeniu Dywizyjnego Kursu Podchorążych Rezerwy w Cieszynie – został przydzielony do 3 Pułku Strzelców Podhalańskich stacjonującego w Bielsku, gdzie został dowódcą plutonu 4 kompanii II batalionu. Podczas kampanii wrześniowej walczył w obronie Bielska, a następnie w bitwie pod Tomaszowem Lubelskim. Następnie powrócił na Śląsk, gdzie został aresztowany przez Niemców i na krótki czas osadzony w Stalagu VIII C w Żaganiu. Po zwolnieniu, w grudniu 1939 roku wstąpił do Związku Walki Zbrojnej Obwód Rybnik, gdzie pełnił funkcję oficera broni obwodu, a następnie dowódcy plutonu. Jednocześnie pracował w firmie „Georg Maciejewski – Tief und Oberbau” w Karwinie, budującej m.in. tory kolejowe. Brał udział w akcjach sabotażowych i propagandowych. W kwietniu 1943 roku w wyniku zdrady został aresztowany w Karwinie. Po pobycie w więzieniach w Cieszynie i Mysłowicach trafił do obozu koncentracyjnego Auschwitz-Birkenau (nr obozowy 136223). W październiku 1944 roku został ewakuowany na teren Rzeszy, gdzie był więźniem obozów w Sachsenhausen oraz Buchenwaldzie. Podczas ewakuacji tego ostatniego uciekł z marszu śmierci i przedostał się do strefy zajętej przez zachodnich aliantów.
W lipcu 1946 roku wziął ślub. Do Polski powrócił w październiku 1946 roku. Pracował w hurtowni PSS „Społem” w Rybniku, Przedsiębiorstwie Zaopatrzenia Górniczego oraz KWK Jankowice jako księgowy oraz rewident. Aktywnie uczestniczył w życiu środowisk kombatanckich, należąc m.in. do Związku Kombatantów RP i Byłych Więźniów Politycznych. W 2015 roku opublikował swoje wspomnienia pt. „Moja historia”. Był jednym z 12 byłych więźniów obozu oświęcimskiego, którzy w dniu 29 lipca 2016 roku spotkali z papieżem Franciszkiem przy Ścianie Straceń. W lutym 2017 roku został awansowany do stopnia podpułkownika. Mieszkał w rybnickiej dzielnicy Maroko-Nowiny.
Za swe zasługi otrzymał Krzyż Kawalerski Orderu Odrodzenia Polski oraz Srebrny Krzyż Zasługi.